# Лінія 5 (метро Сан-Паулу)
Лінія 5 (лілова) — лінія метро Сан-Паулу, що зараз пролягає між станціями Капан-Редонду і Ларгу-Трезі.
До 2001 року лінія будувалася як лінія G CPTM, але в 2001 році була передана у ведення системи метро міста, коли й отримала нинішню назву. Перша черга лінії довжиною 8,4 км була відкрита 20 жовтня 2002 року та перевозить до 150 тис. пасажирів за добу (рекорд 7 травня 2008 року). Зараз частково будується і частково проєктується продовження лінії, що планується до відкриття в 2010 році та сполучатиме її з центральними районами міста. Це продовження надасть можливість пересадки на лінії 1 та 2, пересадка до поїздів лінії 9 CPTM вже працює.
| Бразилія | Це незавершена стаття з географії Бразилії. Ви можете допомогти проєкту, виправивши або дописавши її. |